# Chamalière (affluent de l'Arzon)

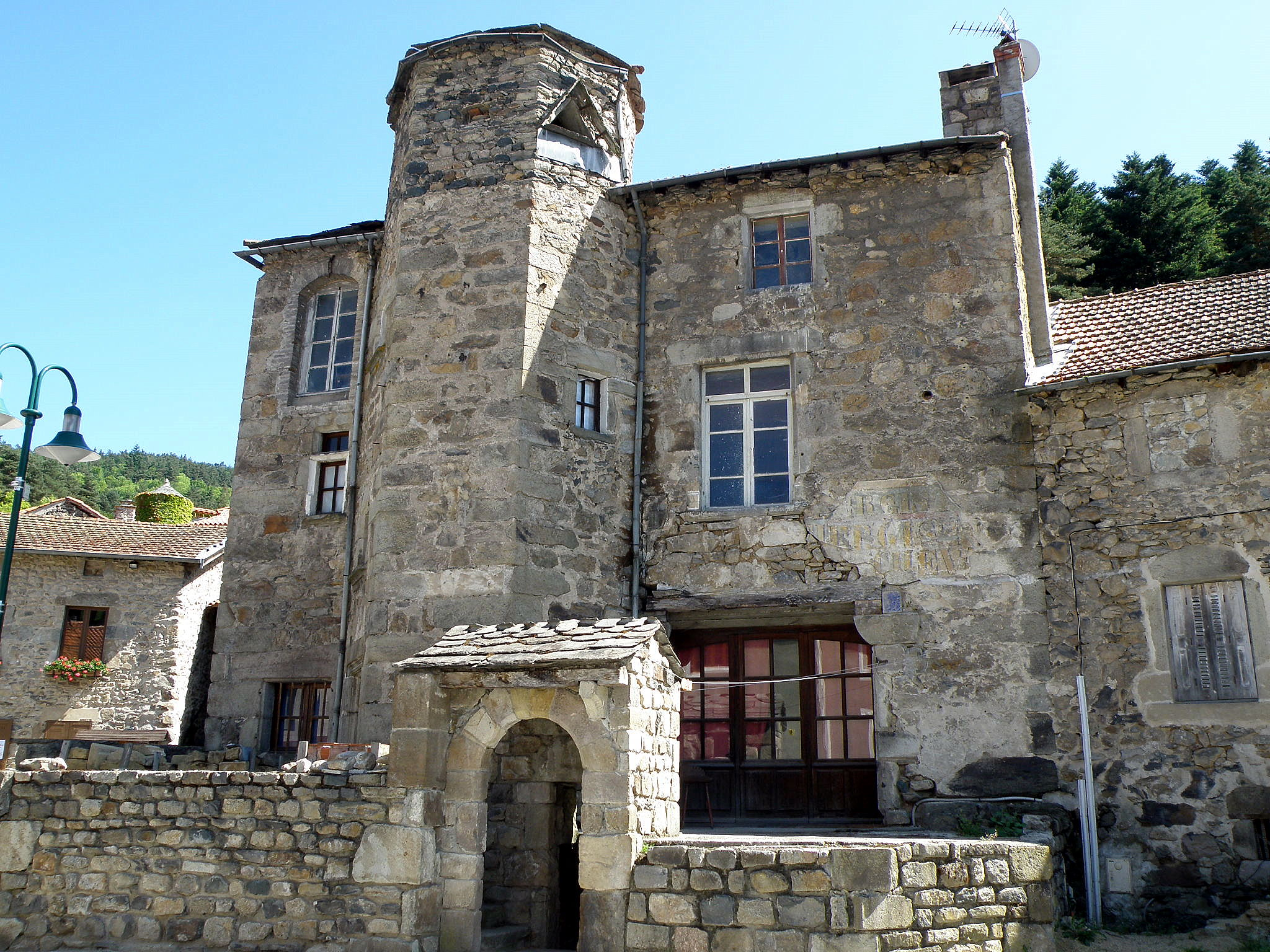
La Chamalière

La Chamalière est un ruisseau français qui coule dans le département de la Haute-Loire, en région Auvergne-Rhône-Alpes. C'est un affluent droit de l'Arzon, donc un sous-affluent de la Loire.

## Géographie
La Chamalière naît dans les monts du Livradois, sur le territoire de la commune de Félines à une altitude de 990 m, près du village d’Almance..[style à revoir]
De 11,8 km de longueur, son orientation générale va du nord-est au sud-ouest.
Elle se jette dans les gorges de l'Arzon en rive droite sur le territoire de Bellevue-la-Montagne, et à 661 m d'altitude.

### Communes traversées
Dans le seul département de la Haute-Loire, la Chamalière traverse les trois communes suivantes (mais dans trois cantons) : de l'amont vers l'aval, Félines (source), Chomelix et Bellevue-la-Montagne (confluence).
En termes de cantons, la Chamalière prend sa source dans le canton de La Chaise-Dieu, traverse celui de Craponne-sur-Arzon, conflue dans celui d'Allègre, le tout dans les deux arrondissements de Brioude et du Puy-en-Velay.

## Affluent
La Chamalière n'a pas d'affluent référencé. Son rang de Strahler est donc de un.